# Brovary
Brovary (ukrainska: Бровари uttal (fil)) är en stad i Kiev oblast i centrala Ukraina. Folkmängden uppgår till cirka 100 000 invånare. Brovary är en gammal stad och omnämns första gången 1630. Dess namn betyder "bryggerier". 
Staden är idag Ukrainas skomakericentrum med ett dussintals skofabriker. Brovary är också en viktig sportort i Ukraina. Flera världs- och olympiska mästare är födda i Brovary och/eller började sin karriär vid stadens idrottscenter. Staden kom i världens medier 2000 då ett niovånings bostadshus träffades av en herrelös missil, som hade avfyrats från ett angränsande militärt område och ledde till att tre människor dödades.
Vid Brovary finns det också ett radio- och TV-centrum för lång- och kortvågssändningar. Långvågssändaren, som sänder på 207 kHz, består av två 150 meter höga antenner.

## Vänorter
- Fontenay-sous-Bois, Frankrike
- Sjtjolkovo, Ryssland
- Slutsk, Vitryssland
- Rockford, Illinois, USA